# Azey
Azey, Otchere Isaac, est un peintre ghanéen né en 1964. 